# コールソン＝フィッシャー理論
理論化学および分子物理学におけるコールソン＝フィッシャー理論（コールソン＝フィッシャーりろん、英: Coulson–Fischer theory）は、分子の電子構造の量子力学的描写を与える。コールソンとフィッシャーの1949年の独創性に富んだ研究は、量子化学の出現の直後に生まれた2つの対抗理論、原子価結合理論と分子軌道理論の長所を結び付け、それらの弱点の多くを回避した、分子の電子構造の理論を構築した。例えば、広く用いられているハートリー＝フォック分子軌道法とは異なり、コールソン＝フィッシャー理論は分子の解離過程の定性的に正しい描写を与える。コールソン＝フィッシャー波動関数は、量子化学における「第三の道」を提供すると言われている。現代原子価結合理論はしばしば、コールソン＝フィッシャー法の拡張として見られている。

## 水素分子

### 基底状態
分子軌道理論における水素分子の結合性分子軌道{\displaystyle \psi }は、LCAO近似によって
{\displaystyle \psi =\phi _{\mathrm {H} a}+\phi _{\mathrm {H} b}}
である（{\displaystyle \phi _{\mathrm {H} a}}および{\displaystyle \phi _{\mathrm {H} b}}はそれぞれ水素原子aおよび水素原子b上の原子軌道）。コールソン＝フィッシャー法ではこれを非対称波動関数
{\displaystyle \psi _{ab}=\phi _{\mathrm {H} a}+\lambda \phi _{\mathrm {H} b}}
{\displaystyle \psi _{ba}=\phi _{\mathrm {H} b}+\lambda \phi _{\mathrm {H} a}}
で置き換える（{\displaystyle 0\leq \lambda \leq 1}）。
スピン座標を含めて適切に反対称化した系の波動関数{\displaystyle \Psi _{\sigma }'}は
{\displaystyle \Psi _{\sigma }'=\left[\psi _{ab}(1)\psi _{ba}(2)+\psi _{ba}(1)\psi _{ab}(2)\right]\times {\frac {1}{\sqrt {2}}}\left[\alpha (1)\beta (2)-\beta (1)\alpha (2)\right]}
である。この式の軌道部分は
{\displaystyle \Psi _{\sigma }'=(1+\lambda ^{2})[\phi _{\mathrm {H} a}(1)\phi _{\mathrm {H} b}(2)+\phi _{\mathrm {H} b}(1)\phi _{\mathrm {H} a}(2)]+2\lambda [\phi _{\mathrm {H} a}(1)\phi _{\mathrm {H} a}(2)+\phi _{\mathrm {H} b}(1)\phi _{\mathrm {H} b}(2)]}
と書き直すことができる。
上の式の前半部分は単純なハイトラー＝ロンドン（原子価結合）共有結合性波動関数、後半部分はどちらか一方の原子に2つの電子が入った純粋なイオン性波動関数である。またこれは、Weinbaumによって使われた波動関数
{\displaystyle \Psi _{\sigma }'=[\phi _{\mathrm {H} a}(1)\phi _{\mathrm {H} b}(2)+\phi _{\mathrm {H} b}(1)\phi _{\mathrm {H} a}(2)]+\mu [\phi _{\mathrm {H} a}(1)\phi _{\mathrm {H} a}(2)+\phi _{\mathrm {H} b}(1)\phi _{\mathrm {H} b}(2)]}
と等価である。
核間距離が大きくなると、λは0に近づいていく。イオン性構造の寄与は0となり、水素分子の個々の水素原子への解離を正しく再現できる。